# Школа Позиллипо
Школа Позиллипо относится к свободной группе пейзажистов, базирующейся в прибрежном районе Позиллипо Неаполя. Хотя некоторые из них стали академиками, это не было официальной школой или ассоциацией.
В 18 веке пейзажная живопись, или ведуте, стала прибыльным и респектабельным стилем живописи. Отчасти пейзажи были более востребованы покупателями из протестантской Европы в эпоху Просвещения, чем изображения католических религиозных образов.
Сюда входили в основном аристократические путешественники, совершавшие турне по Южной Европе. Предметами, востребованными путешественниками, были картины, вызывающие воспоминания об этом месте, играющие ту роль, которую сейчас играют фотографические открытки. Пьетро Фабрис, например, создал виды Помпеи и вулканических полей, окружающих Везувий и Этну. В Венеции, Каналетто и Гварди, например, изображали в основном городские виды затопленного города. Виттель, Паннини и Беллото адаптировали эти стили к различным городским пейзажам в Италии и за рубежом. Их стили были реалистичными, и Каналетто, как говорили, использовал камеру-обскуру.
Однако такой детальный реализм редко применялся к природным пейзажам. В Италии существовала традиция пейзажной живописи, восходящая к барочному 17 веку, с Клодом Лорреном в Риме и Сальваторе Розой в Риме и Неаполе как двумя различными направлениями.
Однако такой детальный реализм редко применялся к природным пейзажам. В Италии существовала традиция пейзажной живописи, восходящая к барочному 17 веку, с Клодом Лорреном в Риме и Сальваторе Розой в Риме и Неаполе. Пейзажи Лорре были пышными и воображаемыми, и все ещё часто закреплялись в классических историях с использованием вспомогательных фигур. Роза нарисовал бурные сочетания природных элементов на небольшом расстоянии, скалистый холм с опасно расположенными деревьями.
В начале 19 века в Неаполе главным представителем пейзажистов был голландский эмигрант Якоб Филипп Хаккерт (1737—1807), придворный художник Фердинанда IV. На его картинах была стандартная композиция из близлежащего дерева на пасторальном холме или склоне горы, а также с отдаленными руинами или узнаваемой горой на заднем плане.
В 1815 году художника Антона Сминка Питлоо (1790—1837) уговорили переехать в Неаполь. Он открыл студию в районе Кьяйя. Он предпочитал рисовать на открытом воздухе при естественном освещении. Позиллипо в конце Неаполитанского залива в форме полумесяца был естественным местом, которое позволяло художникам рисовать как здания, так и воду. Некоторые говорят, что на него повлияли визиты Тернера (1819—1820) и Коро в Неаполь, но в целом картины Питлоо лишены политических или социальных образов. Любимая ведута Питлоо была написана на открытом воздухе, а не в студии; и это был вид на неаполитанский берег в форме полумесяца.